# Jacques Cheminade
Jacques Guy Cheminade (* 20. srpna 1941 Buenos Aires) je argentinsko-francouzský politik a esejista. Kandidoval na prezidenta Francie ve volbách 1995, 2012 a 2017, ale ani jednou nebyl zvolen. Ve volbách 2022 již kandidovat nehodlá. Je zakladatelem a dlouholetým předsedou strany Solidarita a pokrok (francouzsky Solidarité et progrès). Je znám jako šiřitel různých bizarních konspiračních teorií.